# Aaron Swartz
Aaron Hillel Swartz, född 8 november 1986 i Chicago i Illinois, död 11 januari 2013 i Crown Heights i Brooklyn i New York, var en amerikansk programmerare och nätaktivist.
Swartz var bland annat med och skrev specifikationen till RSS 1.0 vid 14 års ålder. Han var inblandad i skapandet av Creative Commons-licensen, av märkspråket Markdown och i kampanjen mot lagförslagen SOPA och PIPA. Swartz var del av det företag som fick communitysajten Reddit att växa. Han är även författare till Guerilla Open Access Manifesto från 2008.
Vid tidpunkten för sin död stod han åtalad för bland annat dataintrång och bedrägeri. Han var misstänkt för att ha laddat hem och avsett sprida miljontals artiklar från MIT:s forskningsarkiv JSTOR och riskerade därmed 35 års fängelse och 1 miljon dollar i böter. I januari 2013 begick Swartz självmord genom att hänga sig.
Hans död har lett till kontroverser över hela världen om hur den amerikanska statens åklagare och MIT hanterade fallet. Vissa anser att straffet för brottet var för hårt, bland annat John Dean, tidigare juridiskt sakkunnig i Vita Huset. Flera medlemmar av det amerikanska representanthuset — Darrel Issa, Jared Polis och Zoe Lofgren — har ifrågasatt myndigheternas agerande.
Dokumentären Internets underbarn (originaltitel The Internet's Own Boy) handlar om Aaron Swartz.
I juni 2013 valdes han in i Internet Hall of Fame.